# 權赫奎
權 赫奎（クォン・ヒョクギュ、韓国語: 권혁규、2001年3月13日 - ）は、大韓民国・釜山広域市出身のサッカー選手。リーグ・アン・FCナント所属。ポジションは守備的ミッドフィールダー。

## 経歴

### 釜山アイパーク
釜山アイパークのアカデミー出身。2010年に釜山のU-12チームに入り、釜山のU-15チームを兼ねている新羅中学校および洛東中学校のサッカー部、釜山のU-18チームを兼ねている開城高等学校サッカー部を経て、2019年からトップチームに加入した。2019年シーズン、Kリーグ2で戦っていたクラブは入れ替えプレーオフの末にKリーグ1昇格を決める。しかし翌2020年シーズンはリーグ最下位に終わり、1シーズンでKリーグ2に逆戻りした。
2021年3月8日、兵役服務に伴い金泉尚武FCに入団。金泉尚武は2021年シーズンのKリーグ2で優勝を果たし、2022年シーズンは除隊までKリーグ1でプレーした。
2022年9月7日、服務が終了し釜山に復帰。

### セルティック
2023年7月24日、5年契約でスコットランドのセルティックFCへ移籍した。しかし、セルティックでは公式戦の出場はなく、2024年1月12日には2023-24シーズン終了までのローンでセント・ミレンFCに加入し、同年8月14日には1シーズンローンでハイバーニアンFCに加入した。

### ナント
2025年7月25日、フランスのFCナントに3年契約で完全移籍した。

### 代表
各世代別代表に選出されている。韓国U-23代表には兵役に服務していた期間中も黄善洪監督によって招集を受けており、2022年6月に開催されたAFC U23アジアカップ2022にも出場した。